# Tulsidas

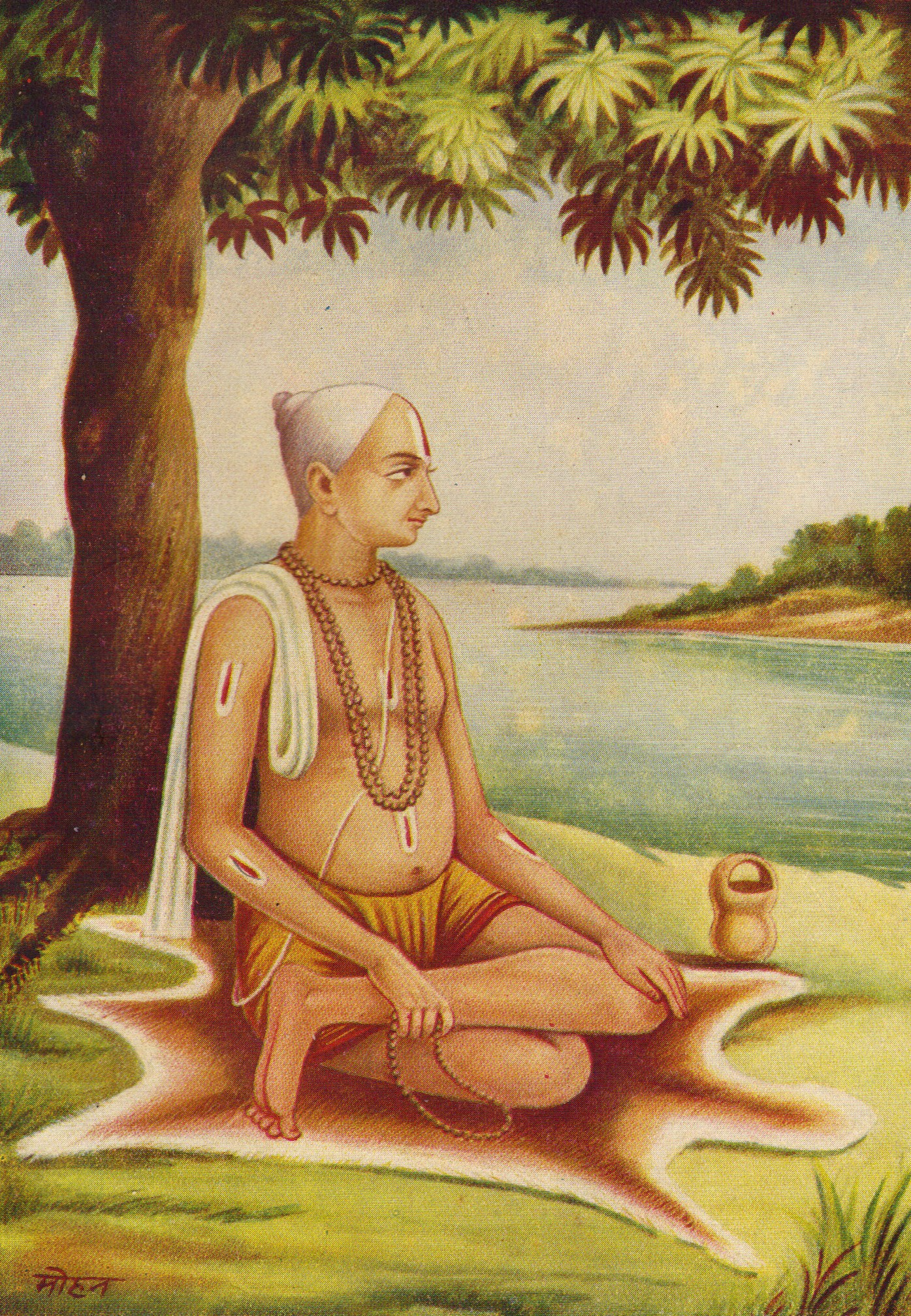
Tulsidas

Tulsidas (ur. 1532, zm. 1623, dewanagari तुलसीदास Tulsīdās) – poeta indyjski, tworzący w awadhi i bradź, literackich dialektach języka hindi. Jego najsłynniejszym utworem jest poemat Rāmcaritmānas, oparty na sanskryckiej Ramajanie.